# Liberaal Democratisch Centrum
Het Liberaal Democratisch Centrum (LDC) was een aan de VVD gelieerde organisatie (pressiegroep) die in juni 1962 werd opgericht door oud-leden van de liberale jongerenorganisatie JOVD en mensen rond het tijdschrift Liberaal Reveil, met als doel de VVD in meer progressieve richting te sturen. Men vond dat de partij te eenzijdig georiënteerd was op het economisch liberalisme. Doelstelling van het LDC was de VVD terug te brengen tot het uitgangspunt van Dirk Stikker, een van de oprichters van de VVD, namelijk om van de Volkspartij voor Vrijheid en Democratie "een sterk progressief gezind partij" te maken. Hein Roethof, daarvoor actief als voorzitter van de JOVD, werd de eerste voorzitter van het LDC.
Het LDC steunde vicepremier Henk Korthals die behoorde tot de linkervleugel van de VVD en was dan ook teleurgesteld toen niet hij, maar Edzo Toxopeus, Pieter Oud opvolgde als fractievoorzitter in de Tweede Kamer. Het optreden van de conservatieve Harm van Riel, fractievoorzitter van de VVD in de Eerste Kamer wekte ergernis bij meer vooruitstrevende leden van de VVD. Na een halfjaar legde Roethof de voorzittershamer van het LDC neer en zegde zijn lidmaatschap op van de VVD: hij sloot zich aan bij de PvdA. Het LDC had maar beperkte invloed op de koers van de partij, maar slaagde er niettemin in dat zij wel betrokken werd bij de samenstelling van het nieuwe partijprogramma (1963). In 1966 ging de linkervleugel van het LDC over tot de nieuwe partij D66, hetgeen de positie van het LDC verder verzwakte. Onder de oprichters van D66 bevonden zich een aantal personen die voorheen betrokken waren bij het LDC, waaronder vice-voorzitter Pieter Fetter. In de laatste jaren van haar bestaan streefde het LDC naar een stembusakkoord van VVD en D66. In 1970, toen duidelijk werd dat de VVD geen vooruitstrevende koers ging varen, werd het LDC ontbonden.

## Lijst van voorzitters van het LDC
- Dr. H.J. Roethof (1962-1963)[4]
- Dr. E. Nordlohne (1963-1967)
- D.R.F. van Bremen (1967-1970)[5]
- Drs. L. van Leeuwen (1970)